# 馬爾庫冰原島峰
69°55′S 159°4′E / 69.917°S 159.067°E
馬爾庫冰原島峰（英語：Marcoux Nunatak）是南極洲的冰原島峰，位於奧次地，處於施密特冰原島峰和普爾曼峰之間，海拔高度1,530米，現時由南極條約體系管理。